# 阿拉乌丁·阿即思
阿拉乌丁·阿即思（波斯語：‎；Ala ad-Dunya Atsïz，1098或1105年－1156年）花剌子模王朝第三代沙阿，全名「塔居丁·阿布·法塔赫·伊爾·阿爾斯朗·本·阿即思」，為庫都不丁·穆罕默德的兒子。
1127年，阿即思在父親去世後正式繼位。早年的統治期間，他把重心放在對抗花剌子模王國周遭的游牧部族。
1138年，40歲的阿即思起兵背叛宗主塞爾柱蘇丹艾哈邁德·桑賈爾，在哈扎拉斯普被擊敗並被迫逃走，桑賈爾蘇丹宣布赦免阿即思、並派侄子蘇萊曼成為新任統治者。
1141年，阿即思率領舊部成功奪回花剌子模，攻擊了從屬於塞爾柱的布哈拉城；但桑賈爾再次赦免了他，並正式授予他花剌子模的控制權。同年七月，塞爾柱帝國在卡特万之战中被西遼軍隊重創，西遼大汗耶律大石在獲勝後派大将额儿布思出兵花剌子模，阿即思宣示臣服，并答應每年缴纳价值3万金第纳尔的货物和牲畜。
1142年，他趁塞爾柱兵敗向呼羅珊擴張但被擊敗，1147年時舊土更反遭桑賈爾佔領。
1152年，阿即思從塞爾柱手中奪下大城氈的，並將兒子伊爾·阿爾斯蘭封為城主。
1156年，阿即思去世，阿爾斯蘭即位，花喇子模暫時停止與塞爾柱的敵對狀態。
| 前任： 庫都不丁·穆罕默德 | 花剌子模王朝君主 1127年-1156年 | 繼任： 伊爾·阿爾斯蘭 |